# Lait d'ânesse

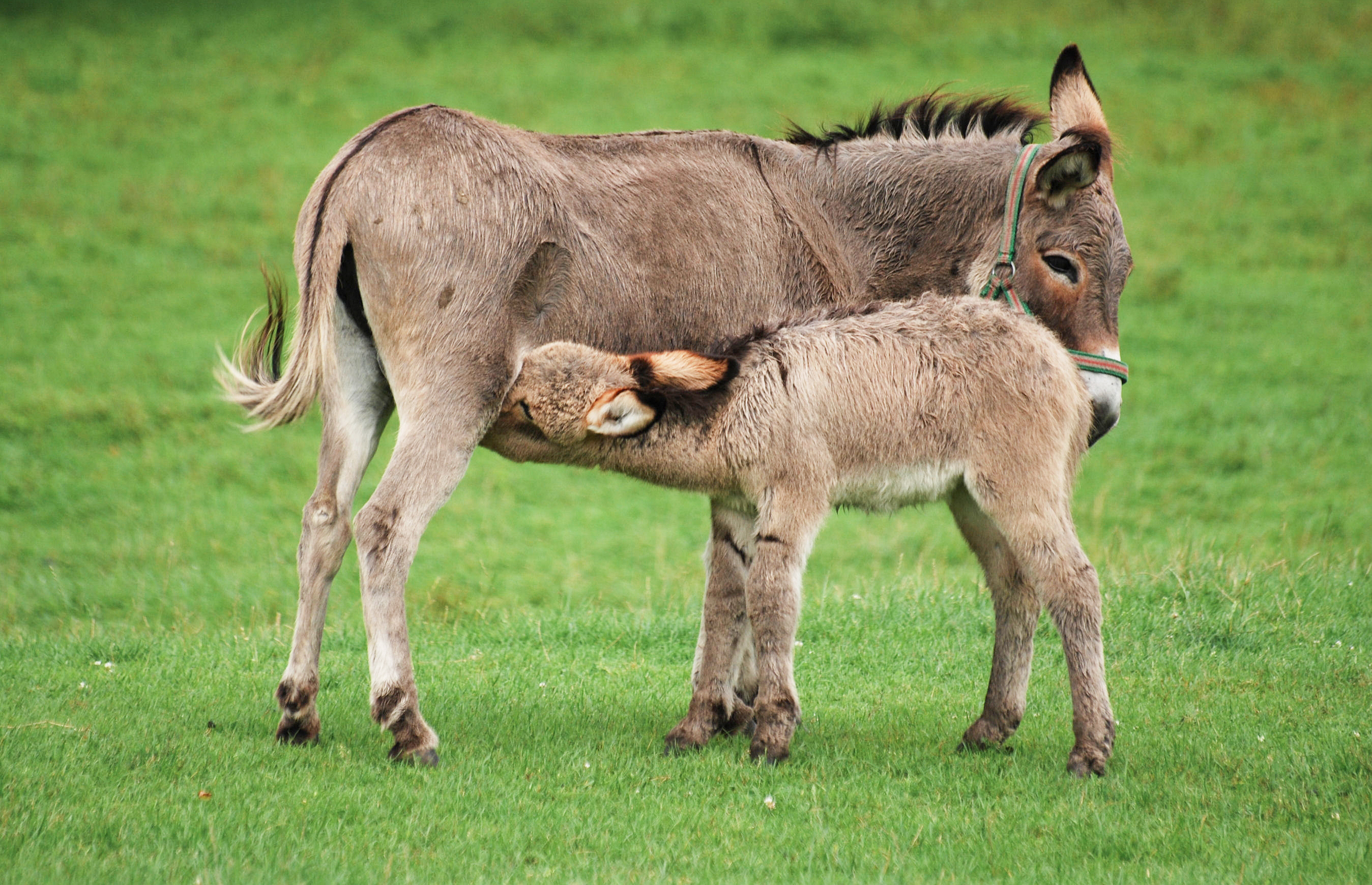
Ânon buvant du lait de sa mère.

Le lait d'ânesse est le lait donné par la femelle de l'âne. Il connaît depuis l'antiquité égyptienne des utilisations tant alimentaires que cosmétiques.

## Généralités
Une ânesse donne environ trois à six litres de lait par jour. Les élevages d’ânes, souvent appelés asineries, peuvent compter de quelques ânes jusqu’à plus de 600.

## Composition
Le lait d’ânesse est, avec le lait de jument, le lait le plus proche du lait maternel humain, avec notamment des taux de lipides bas et de lactose élevés.
| Composition des laits d'ânesse, de jument, d'humain et de vache (g/100 g) | Composition des laits d'ânesse, de jument, d'humain et de vache (g/100 g) | Composition des laits d'ânesse, de jument, d'humain et de vache (g/100 g) | Composition des laits d'ânesse, de jument, d'humain et de vache (g/100 g) | Composition des laits d'ânesse, de jument, d'humain et de vache (g/100 g) |
|                                                                           | ânesse                                                                    | jument                                                                    | humain                                                                    | vache                                                                     |
| ------------------------------------------------------------------------- | ------------------------------------------------------------------------- | ------------------------------------------------------------------------- | ------------------------------------------------------------------------- | ------------------------------------------------------------------------- |
| pH                                                                        | 7,0 – 7,2                                                                 | 7,18                                                                      | 7,0 – 7,5                                                                 | 6,6 – 6,8                                                                 |
| protéine                                                                  | 1, 5 – 1,8                                                                | 1,5 – 2,8                                                                 | 0,9 – 1,7                                                                 | 3,1 – 3,8                                                                 |
| lipide                                                                    | 0,3 – 1,8                                                                 | 0,5 – 2,0                                                                 | 3,5 – 4,0                                                                 | 3,5 – 3,9                                                                 |
| lactose                                                                   | 5,8 – 7,4                                                                 | 5, 8 – 7,0                                                                | 6,3 – 7,0                                                                 | 4,4 – 4,9                                                                 |
| résidu                                                                    | 0,3 – 0,5                                                                 | 0,3 – 0,5                                                                 | 0,2 – 0,3                                                                 | 0,7 – 0,8                                                                 |

## Utilisation alimentaire
Le lait d'ânesse est considéré comme le lait le plus proche de celui de la femme. Il est très nutritif car il contient plus de lactose et moins de matières grasses que le lait de vache.
Il était utilisé jusqu'au début du XXe siècle comme substitut au lait maternel. Le témoignage de 1928 du Pr Charles Porcher (1872-1933) de l’École vétérinaire de Lyon montre que la pratique se déroulait encore, mais dans une moindre mesure, dans l’entre-deux-guerres : « Il semble que l’on revienne au lait d’ânesse pour l’élevage de la première enfance, dans les cas, notamment, où le jeune est d’une santé plutôt délicate. Ce n’est pas que le lait d’ânesse ait été tout à fait abandonné, mais alors que dans les villes on trouvait assez facilement, il y a quelque 25 ou 30 ans, quelques ânesses entretenues pour fournir leur lait en vue de la nourriture des jeunes bébés, on peut dire que ceci avait, depuis, pour ainsi dire, complètement disparu ». 
Plus récemment, des études montrent que le lait d’ânesse pourrait servir d’alternative au lait de vache pour les enfants présentant une allergie aux protéines bovines,.
Le pule, fromage serbe considéré comme le plus cher au monde, est produit principalement à partir de lait d'ânesse,.

## Utilisation cosmétique
On lit souvent que Cléopâtre, reine d'Égypte antique, prenait des bains de lait d'ânesse pour entretenir sa beauté et la jeunesse de sa peau. La légende dit qu'il ne fallait pas moins de 700 ânesses pour lui fournir la quantité de lait nécessaire à ses bains quotidiens. Aucun historien ne mentionne ce fait qui apparaît en 1858 dans une notice du médecin Adrien Baraniecki, destinée à valoriser l’utilisation des bains de petit-lait.
Pline l'Ancien, décrivant les vertus pour la peau de ce bain, reprend ce mythe à propos de Poppée (v. 30-65), seconde épouse de l’empereur romain Néron : « On croit que le lait d'ânesse efface les rides du visage, rend la peau plus délicate et en entretient la blancheur. On sait que certaines femmes s'en fomentent le visage sept cents fois par jour, observant scrupuleusement ce nombre. Poppée, femme de l'empereur Néron, mit le lait d'ânesse à la mode ; elle s'en faisait même des bains et pour cela elle avait des troupeaux d'ânesses qui la suivaient dans ses voyages »
Diane de Poitiers ou Pauline Bonaparte auraient également eu recours au lait d'ânesse pour des soins de peau. 
À l'instar des impératrices, les bains de mousse dans les films hollywoodiens reprendront à leur compte ce mythe du bain de lait pour évoquer les fastes de l'Antiquité ou les plaisirs du harem. Cette vertu de la jouvence du lait utilisé en application sur la peau ou dans un bain, et dont l'imaginaire de la beauté s'est largement nourri, explique qu'on s'en sert encore aujourd'hui pour fabriquer des savons et de la crème hydratante, bien qu'il ne présente aucune propriété spécifique qui justifie son utilisation. Les revenus de la vente complètent ceux que les éleveurs d'ânes tirent de l'élevage ou de la location aux randonneurs.

## Utilisation médicale
Le lait d'ânesse était autrefois utilisé en médecine, des vertus curatives lui étaient supposées depuis l'antiquité où les médecins le recommandaient pour soigner diverses affections. 
Le père de la médecine, Hippocrate (460 – 370 av. J-C), prescrivait le lait d’ânesse pour de nombreux maux, comme les problèmes au foie,  œdèmes (hydropisie), saignements de nez (épistaxis), empoisonnements, maladies infectieuses,  cicatrisation des plaies et fièvres,.
Ainsi dans son ouvrage encyclopédique Histoire naturelle, livre 28 traitant des remèdes tirés des animaux, Pline l'Ancien (23 - 79 apr. J.-C.) le proposait pour combattre les empoisonnements, la fièvre, la fatigue, les taches des yeux, les dents ébranlées, les rides du visage, les ulcérations, l'asthme et certains problèmes gynécologiques : « On donne de même du lait d'ânesse contre le plâtre, la céruse, le soufre et le vif-argent ainsi que pour combattre la constipation au cours des fièvres. On emploie encore le lait en gargarisme pour les ulcérations de la gorge. Pris en boisson, il est extrêmement efficace pour réparer les forces épuisées de ces malades qu'on appelle atrophiques, et aussi contre la fièvre sans mal de tête. Les anciens avaient dans leurs secrets d'administrer avant le repas une hémine de lait d'ânesse ou à défaut, de lait de chèvre, aux enfants qui souffraient de tranchées en allant à la selle. »; « Le lait d'ânesse, à l'intérieur, amortit les poisons, et en particulier la jusquiame, le gui, la ciguë, le lièvre marin, l'opocarpathum, le pharicon, le dorycnum, et l'effet du lait caillé dans l'estomac [...] Nous indiquerons plusieurs autres usages du lait d'ânesse : seulement on se souviendra qu'il doit être pris fraîchement trait ou chauffé peu de temps après, car aucun ne s'évente plus tôt. », « La cendre de corne d'âne appliquée avec du lait d'ânesse enlève les taies et taches des yeux », « Les dents ébranlées par un coup sont raffermies par le lait d'ânesse ou par la cendre des dents du même animal, ainsi que par la poudre des lichens du cheval, injectée dans l'oreille avec de l'huile »,« On traite les ulcérations de l'estomac par le lait d'ânesse et aussi par le lait de vache »,« Pour l'asthme ce qu'il y a de plus efficace, c'est le sang des chevaux sauvages, en boisson; puis le lait d'ânesse bouilli avec des oignons, et réduit de cette façon en petit lait, qu'on prend tiède : on ajoute sur trois hémines de lait un cyathe de cendre infusé dans de l'eau, puis délayé dans du miel. »,« Le ténesme, c'est-à-dire une envie fréquente et sans effet d'aller à la selle, se guérit par le lait d'ânesse ou le lait de vache en boisson. »,« Si le sein est douloureux, on calme la douleur en faisant boire du lait d'ânesse ; ce lait, pris avec du miel, est emménagogue. ».
De même, Buffon (1707-1788) , dans son Histoire naturelle, mentionne les bienfaits du lait d’ânesse : « Le lait d’ânesse au contraire est un remède éprouvé et spécifique pour certains maux, et l’usage de ce remède s’est conservé depuis les Grecs jusqu’à nous ».